# La Roche-Blanche (Puy-de-Dôme)
 La Roche-Blanche  es una población y comuna francesa, situada en la región de Auvernia, departamento de Puy-de-Dôme, en el distrito de Clermont-Ferrand y cantón de Veyre-Monton.

## Demografía
| 1045 | 1403 | 1903 | 2262 | 2664 | 2917 |
| Para los censos de 1962 a 1999 la población legal corresponde a la población sin duplicidades (Fuente: INSEE [Consultar]) |      |      |      |      |      |